# Всі мандруючі (Зоряний шлях)
Всі мандруючі (All Those Who Wander) — дев'ята серія першого сезону американського телевізійного серіалу «Зоряний шлях: Дивні нові світи». Сценарій епізоду написав Деві Перес; режисер Крістофер Дж. Бірн. Перший показ відбувся 30 червня 2022 року.

## Зміст
Кадетка Ухура веде особисти журнал — і розмірковує чи варто було б залишитися на «Ентерпрайзі». Капітан Пайк звертається до екіпажу, який зібрався в кают-компанії для «великих проводів», вітаючи курсантів Чіа та Ухуру із завершенням навчання на «Ентерпрайзі». Він хвалить їх обох як зразкових членів команди, відданих і працьовитих. Вони побачили та пережили багато разом і були в сім'ї Зоряного Флоту. Потім Пайк викликає енсіна Дюка, його підвищують до лейтенанта, Уна вручає йому його нові знаки розрізнення. Ухура тримається на відстані, і лейтенант зауважує — Ухура все ще ухиляється від спільноти. Ухура зізнається, що ненавидить прощання. Пайк підходить, запитуючи, чи вона ще не вирішила залишитися, даючи їй зрозуміти — на «Ентерпрайзі» завжди знайдеться для неї місце.
Саме в цей момент Спок телефонує з містка, щоб повідомити капітану — від Командування Зоряного Флоту надійшла першочергова місія. Уна збентежена, оскільки думала, що вони вже виконують першочергову місію. Капітан вирішує наздогнати її пізніше і просить зібрати наукових і медичних працівників для вхідного брифінгу. «Ентерпрайз» прямує до станції «Deep Space К-7» — але отримує ще одне пріоритетне завдання — розслідувати зникнення корабля «USS Peregrine». Поки «Ентерпрайз» продовжує рух до K-7, Пайк веде команду на крижану планету.
Пайк каже, що повідомлення від «Перегріна» досягло Зоряного флоту за два дні, а ще за два — до «Ентерпрайза». Потім Ла'ан думає (у той час як у захваті від приготування Пайка, як і обіцяли інші), що існує ймовірність, хоч і невелика, що вони все ж можуть встановити контакт. Сапсан здійснював незаплановану посадку на планеті класу L, Валео Бета-V, під час передачі; корабель спустився, але маяк згас під час передачі. Лаан припускає, що «Сапсан» міг бути знищений під час зіткнення, але Спок висловлює переконання, що перешкоди планети блокують сигнал із зарядженими нітратними іонами у верхній атмосфері. Планета була, як відомо, «мертвою зоною», на поверхню якої не доходили сигнали зв'язку чи транспортера. Ла'ан зазначає, що «Peregrine» — корабель класу «Sombra»; М'Бенга згадує, що служив на одному раніше, і що він використовував ті самі частини, що й клас «Constitution». «Перегрін» зійшов із сітки, досліджуючи незвідані сектори; Накази Пайка із Зоряного флоту полягали в тому, щоб врятувати екіпаж і, якщо це можливо, повернути корабель. Лаан запитує про їхню поточну місію на К-7; без елементів живлення системи станції, включно з життєзабезпеченням, перестали б працювати. Клітини відіуму також розпалися під час транспортування, і до найближчого корабля, який міг би їх доставити, залишався тиждень, тобто термін, який зробив би їх марними. Ла'ан пропонує відправити десант на Valeo Beta-V, поки «Ентерпрайз» продовжив свій вантаж до К-7. Уна стурбована ризиками, а Пайк добре усвідомлює, що планета була мертвою зоною, але він повністю вірив у команду. Пайк має намір особисто контролювати місію, взявши курсантів на останню виїзну місію зі старшими офіцерами, а Уна відвезла "Ентерпрайз " до К-7.
Через атмосферу засніженої планети летять два човники; геотермальні аномалії змушують їх приземлятися за кілька кілометрів від «Сапсана». Спок закликає екіпаж діяти швидко, оскільки льодовий шторм пройде через цю територію приблизно через шість годин. Його команда складається з лейтенантів Кірка та Дюка, медсестри Чапель, кадетів Чіа та Ухури, а також Геммера, який насолоджується холодним вітром, кажучи, що відчуває себе як його рідний світ Андорія. Дюк запитує, чи були аномалії тим, що вплинуло на їхні комунікації, і Спок каже йому (використовуючи своє старе звання прапорщика), що це було іонне втручання в атмосферу. Кірк сміється, кажучи, що Спок заборгував Дюку випити; Чепел нагадує йому, що Дюк тепер був лейтенантом, і, назвавши його старим званням, він заборгував Дюку випити, сказавши, що це традиція Зоряного Флоту. Спок був збентежений, дізнавшись про ще одну гру, яка випиває людей, і запитав, чи є їх кількість обмежена. " Ні! " — весела відповідь Кірка.
Вони знаходять зниклий корабель. Геммер і Ухура відновлюють системи корабля, Ла'ан знаходить 20 загиблих (включаючи капітана корабля) — із 99 челнів екіпажу., що на борту було троє біженців. Один був заражений яйцями Горна, які вилупилися, і пташенята вирвалися з його тіла та напали на команду. Команда Пайка виявляє, що двоє інших біженців вижили. Один із них, Баклі, також заражений яйцями Горна, і пташенята вилупилися. Вони атакують команду, але також борються один з одним, поки не залишиться лише найсильніший з пташенят.
Чапель розмовляє зі Споком коли він отримує засоби від опіків для Дюка — він поранився в трубі Джеффріса. Геммер розкриває таємниці душі Ухури в розмові віч-на-віч — поки вони лагодять в інженерному відділку. Ла'ан повідомляє про небезпеку імовірності появи дитинчат Горнів на кораблі і необхідність додатково перевірити всі дані. Спок щось запідозрює і перевіряє кривавий слід до труби Джеффріса. Чапель перевіряє чужинця що охороняв дівчинку — у нього саме починаються приступи лихоманки. З чужинця вилупляються Горни і відразц починають смертельне супернцтво між собою. В трубі Джеффріса на Дюка нападають двоє Гонів — Спок і Пайк не можуть йому допомогти. Чапель рнамагається вибратися із розбитого медвідсіку — її мало не підстрелює Ла'ан. Ла'ан на місці для Пайка та М'Бенги; сканування лікаря показує, що «Сапсан» потрапив у прірву, і він не виявив жодних ознак життя через втручання. Ла'ан повідомляє — можливо, це не проблема зі скануванням, коли вона знаходить закривавлений труп, похований у снігу.
Відбувається перегрупування контингенту в медвідсіку. Спок знаходить записи про те, що Горни якимось чином еволюціонували, щоб уникати електромагнітних датчиків Зоряного Флоту — ось як вони проникли. Геммер повідомляє, що навігація — це єдина система, яку потрібно відновити. Це означає, що Пайк може незабаром оголосити місію виконаною та рушити назад. Однак навколо все ще є Горни. Ла'ан повідомляє, що Горни будуть битися між собою, поки не залишиться один. Їм доведеться зловити Горна в пастку, і єдина наживка, яку вони мають — це вони самі. Команда складає план, як убити хижаків, використовуючи низьку температуру, отриману від засобів керування навколишнім середовищем на кораблі. Тим часом команда привела корабель у робочий стан, і Пайк використовує комунікаційний зв'язок, щоб наказати команді перегрупуватись. Але один молодий Горн — значно більший — плює отрутою в Геммера. Ла'ан не встигає врятувати ситуацію.
Коли Пайк, М'Бенга та Оріана відходять від містка, Ла'ан і Спок направляють свої зусилля, щоб зібрати двох Горнів, що залишилися, аби вони билися, і привести останнього до шатла, де Геммер заморожує його охолоджуючою рідиною. В погляді Ла'ан — вся гіркота її життя, сповненого страху та гніву. Геммер Ухуру умовляє залишитися в Зоряному Флоті перед тим, як викинутися з корабля, щоб померти на холоді разом з Горном всередині нього.
Під час поминок Ухура виказує свої почуття, і відчуває себе на кораблі. Чапель переконує Спока що почуття не роблять його слабким — але роблять його людиною. Нуньєн-Сінгх бере відпустку, щоб допомогти Оріані знайти її сім'ю — за межами простору Федерації. Ухура звикає до свого нового дому.
Якщо ви це дивитесь — ми мабуть не вижили

## Сприйняття та відгуки
На сайті «Rotten Tomatoes» епізод станом на червень 2024 року ще не отримав оцінки.
В огляді «StarTrek.com» зазначалося: «„Усі ті, хто блукає“ — це неймовірно захоплюючий епізод, який об'єднує та розвиває нитки попереднього сюжету, а саме травматичну історію Ла'Ана з Горном, пошуки мети Ухурою та дружбу між Ухурою та Геммером. Буде цікаво подивитися, як вплине рішення Спока підкоритися своїм емоціям, особливо якщо це стосується його особистих стосунків із Крістін Чапель. Незважаючи на те, що ми навіть не закінчили повний сезон „Дивних нових світів“, смерть Геммера сильно вдарила як по вигаданій команді, так і по реальній аудиторії. Чи змінять наслідки цих подій життя на борту „Ентерпрайза“ ?»
В огляді «Den of Geek» серію оцінено у 4.5 зірок з 5 та зазначено: «Епізодичний характер „Зоряного шляху: Дивні нові світи“ означає, що шоу набагато легше грати з такими речами, як тон і жанр, ніж якийсь із його сучасних попередників. Від емоційного удару попередьної серії, замаскованого під дитячу фантазію з цукерками, до романтичної комедії зі зміною тіла — серіал, здається, насолоджується тим, що руйнує наші очікування. Щодо того, яким шоу має бути та що відбуватиметься щотижня. Передостанній епізод 1 сезону „Всі мандруючі“ є досить значним відхиленням від останніх кількох епізодів, що стосується його відвертих страхів від стрибків, жахливого тіла та вбивств інопланетян. І ця година має достатньо екшну, щоб здатися самостійним епізодом. Це рухливий, захоплюючий і по-справжньому моторошний епізод, з великою кількістю історій для кількох персонажів.»
«TV Tropes» здійснює детальний розбір аналогій, неспівпадінь та недоречностей епізоду.
В огляді «TrekMovie.com» зазначено: «„Дивні нові світи“ вдало переймаються науково-фантастичними жахами та представляють енергійний епізод, сповнений дії, жаху та емоцій, але все ще з важливою іскрою оптимізму „Зоряного шляху“. Велика кількість запозичень з Чужого, Хижака і Парку Юрського періоду, режисер Крістофер Дж. Бірн і сценарист Дейві Перес створили те, що буде відповідати найкращим у цьому піджанрі „Треку“, який завжди був частиною франшизи. Оскільки він розпочався з „Пастки для людини“ на тему монстрів (1966 року). Епізод був покращений видатними виступами, зокрема Брюса Горака, Ітана Пека і Крістіни Чонг, а також яскравою музикою для посилення напруги та видовищності. Візуальні ефекти, а також вражаючі костюми, щоб переосмислити Горнів як щось справді жахливе. В атмосфері фільму жахів поєднується надія і розбиті серця. Арки сезону для багатьох персонажів наповнюються в цьому передостанньому епізоді задовільними, якщо не меланхолійними способами. Епізод не тільки спирається на трагічні проблеми дитинства Ла'ан з Горнами, але і значною мірою вгамовує її гнів, демонструючи більш м'який бік юної Оріани. Спок також привертає певну увагу завдяки найінтенсивнішому дослідженню триваючої боротьби з рівновагою між людиною та вулканцем, а поруч з ним — сумлінна Крістін. І хоча відмова від Номер Один протягом більшої частини епізоду стала помітною проблемою для серіалу — створюючи враження, що вони не знають, що робити з цим персонажем. Однак у цьому випадку мало сенс зосередитися на інших сюжетних арках.»
На сайті «IMDb» станом на червень 2024 року епізод отримав 8.2 з 10 зірок схвалення при 4400 голосах.

## Знімались
| Актор             | Роль              |
| ----------------- | ----------------- |
| Енсон Маунт       | Крістофер Пайк    |
| Ітан Пек          | Спок              |
| Джесс Буш         | Кристина Чапель   |
| Крістіна Чонг     | Лаан Нуньєн Сінгх |
| Селія Роуз Гудінг | Нійота Ухура      |
| Бабс Олусанмокун  | Доктор М'Бенга    |
| Мелісса Навія     | Еріка Ортегас     |
| Брюс Горак        | Геммер            |
| Ребекка Ромейн    | Номер Один        |
| Ден Жаннотт       | Джон Семюел       |
| Карлос Альборнос  | Баклі             |
| Андре Де Кім      | Кайл              |
| Джессіка Дейнекер | кадетка Чіа       |
| Емма Го           | Оріана            |
| Дженніфер Гуі     | кадетка Крістіна  |
| Тедді Келлог      | кадет             |
| Кемерон Робертс   | Ману              |
| Ліза Сенека       | Еліс Гевін        |